# Najaf
Najaf (rectius: al-Najaf; in Arabo النجف) è una città irachena circa 160 km a sud di Baghdad, capoluogo del governatorato omonimo. La città ha una popolazione di 1 221 248 abitanti (dati del 2011) ed è una delle città più sacre dell'Islam sciita e il centro del potere politico della Shīʿa in Iraq.

## Significato religioso di Najaf
Najaf è nota per ospitare la tomba di ʿAlī ibn Abī Tālib (quarto califfo per i sunniti e primo Imām per gli sciiti). Qualcuno però crede che egli sia sepolto a Mazar-e Sharif in Afghanistan.
La città è attualmente un grande centro di pellegrinaggio interno e da numerose altre parti del mondo islamico. Solo La Mecca e Medina accolgono un maggior numero di pellegrini.
La moschea dell'Imām ʿAlī è una grande struttura con una cupola d'oro e numerosi oggetti preziosi lungo i muri. Nelle vicinanze si trova il Wadi al-Salam, "Wadi della Pace", che si dice sia il più ampio cimitero del mondo islamico (e forse il più vasto del mondo intero), che ospita le tombe di numerosi profeti. Molti devoti provenienti da altre parti del mondo aspirano di esservi sepolti, per essere resuscitati da morte con l'Imām ʿAlī nel Giorno del Giudizio. Nei secoli molti ospizi, scuole, biblioteche e conventi sufi sono stati eretti attorno al santuario, rendendo la città il centro dell'insegnamento e della teologia della Shīʿa. Gran parte di tutto ciò è stato malamente danneggiato durante il regime di Saddam Hussein, con un'autostrada costruita e fatta passare proprio attraverso il Wādī al-Salām.
Molti grandi studiosi della Shīʿa, antichi e contemporanei, (come ʿAllāma Tabātabāʾi, l'Ayatollah Khomeini ed il grande Ayatollah Ali al-Sistani) hanno studiato a Najaf. Questa città, assieme a Qom in Iran, è considerata il centro del fiqh sciita: "scuola di fede".

## Storia

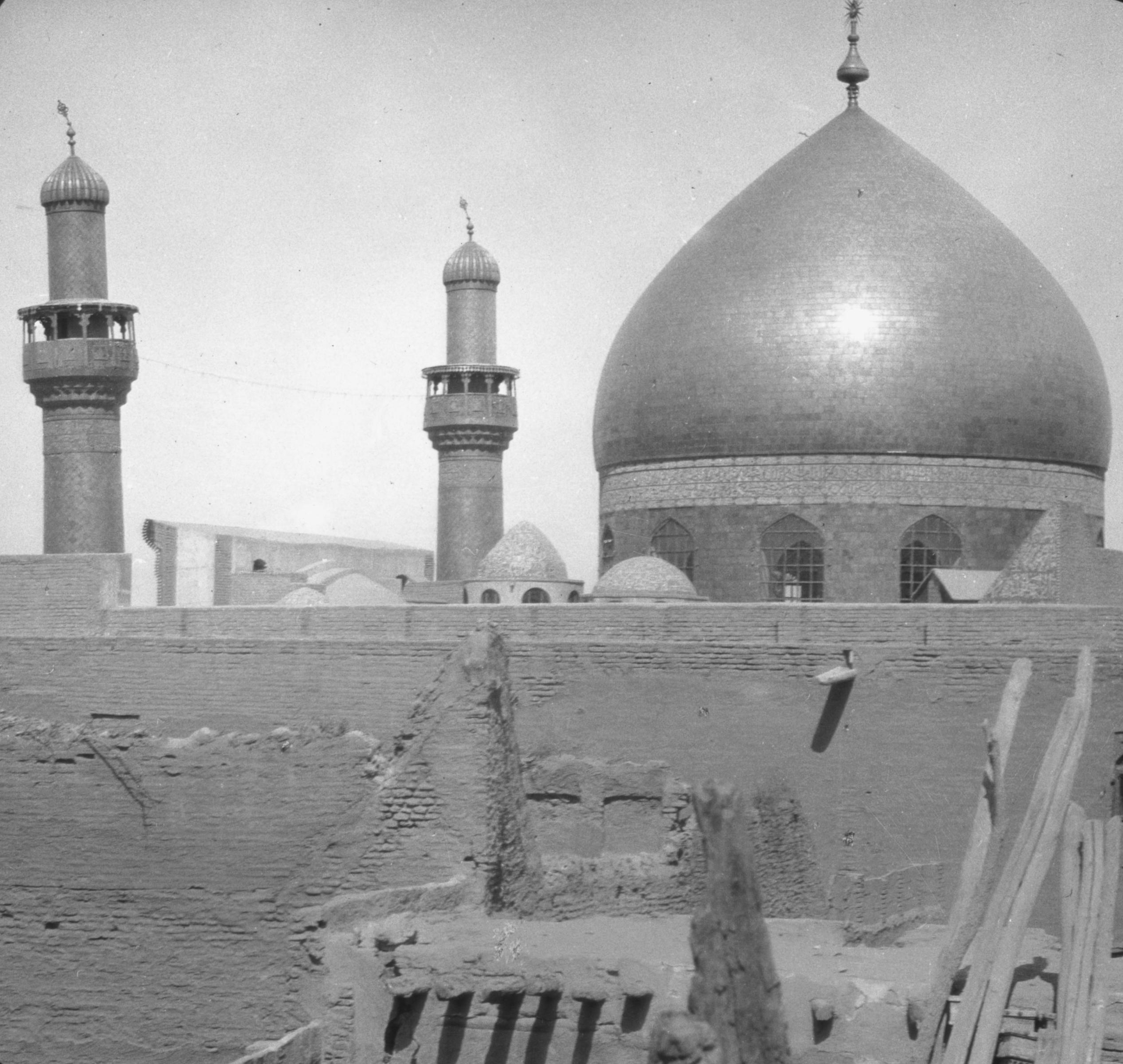
La moschea dell'Imām ʿAlī nel 1932

L'area di Najaf era situata nei pressi della città sasanide di Suristan e al tempo dei Sasanidi faceva parte della provincia persiana del medio Bih-Kavad. Si suppone che la città sia stata fondata nel 791 dal Califfo abbaside Hārūn al-Rashīd.
Sotto il governo ottomano Najaf sopportò pesanti difficoltà derivanti da ripetute incursioni delle tribù arabe del deserto e da un'acuta penuria idrica causata dalla mancanza di un affidabile sistema di rifornimento delle acque. Il numero di case disabitate nella città calarono da 3 000 a 30 all'inizio del XVI secolo.
La città fu assediata dai wahhabiti alla fine del XVIII secolo. La penuria d'acqua fu finalmente risolta nel 1803 con la costruzione del canale di Hindiyya, a seguito della quale la popolazione urbana si accrebbe rapidamente, raddoppiandosi da 30 000 a 60 000 unità. Anche così Najaf perse il suo primato religioso a vantaggio della città iraniana di Qom nel XIX secolo per recuperarlo non prima della fine del XX secolo.
Gli Ottomani furono espulsi da una rivolta scoppiata nel 1915, in seguito alla quale la città cadde sotto il governo dell'Impero britannico. Gli sceicchi di Najaf (i cosiddetti Ashrāf) si ribellarono nel 1918, uccidendo il Governatore britannico della città e tagliando i rifornimenti di grano agli Anaza, una tribù alleata con i Britannici.
Per rappresaglia i Britannici assediarono la città e le tagliarono i rifornimenti idrici. La ribellione fu stroncata e il ruolo degli Ashrāf fu drasticamente soppresso dai vincitori.

### Najaf sotto Saddam Hussein
A causa delle affinità comuni fra la maggioranza sciita dell'Iraq e dell'Iran, Najaf fu vista con sospetto dal regime dominato dagli Arabi sunniti di Saddam Hussein che represse severamente le attività religiose sciite. Una rivolta di massa scoppiò alla fine della Guerra del Golfo nel 1991 e fu stroncata dai militari iracheni con il ricorso considerevole a brutalità che comportarono danni alla città. Molti dei guasti furono facilmente e rapidamente riparati ma un grande risentimento nei confronti del regime di Saddam perdurò per lungo tempo.
Nel febbraio 1999, il più prestigioso religioso anziano, Mohammad Sadeq al-Sadr, fu assassinato con due suoi figli - il terzo omicidio di uomini di religione in città in meno di un anno. Sebbene il governo iracheno affermasse di aver catturato e giustiziato i supposti assassini, tutti sciiti, uno dei quali era però al momento in prigione, molte figure dell'opposizione e della comunità sciita biasimarono le uccisioni prodotte dal regime di Saddam, che si diceva tentasse sistematicamente di sopprimere le voci indipendenti dello Sciismo cittadino e non solo. L'ayatollah ʿAli al-Sistani succedette ad al-Sadr come religioso anziano più prestigioso della città, ma uno dei figli sopravvissuti, Muqtada al-Sadr, assunse un ruolo di politico di rilievo, a dispetto della sua relativa pochezza dottrinaria e dell'assenza delle necessarie formali credenziali di dotto religioso.

### Najaf dopo la caduta di Saddam
Durante l'invasione statunitense del 2003 dell'Iraq, Najaf fu un obiettivo-chiave per le forze d'invasione. La città fu circondata nel corso di pesanti bombardamenti il 26 marzo 2003 e conquistata il 3 aprile 2003 da parte del 1º e 2º Battaglione del 327º Reggimento di Fanteria, unità della 101ª Divisione Aviotrasportata.
Le autorità religiose dell'enclave sciita di Saddam City a Baghdad, che avevano reclamato l'autonomia nell'aprile 2003 dopo la caduta di Baghdad, chiesero di ricevere ordini dai religiosi anziani di Najaf.
Il 29 agosto 2003 un'autovettura carica di esplosivo saltò in aria nel corso delle preghiere fuori della moschea dell'imam ʿAlī al termine della preghiera settimanale. Più di 80 persone furono uccise, incluso l'influente religioso, l'ayatollah Sayyid Muhammad Bāqir al-Hakīm, il leader sciita del Supremo Consiglio Islamico Iracheno (SCIRI). Decine di altre persone furono ferite. Nessuno rivendicò la responsabilità dell'attentato - Saddam stesso, all'epoca nascosto, negò qualsiasi coinvolgimento in un messaggio registrato. Fu con ampiezza riportato da vari media statunitensi che terroristi di al-Qāʿida erano probabilmente connessi all'accaduto ma l'assassinio fu addossato dagli USA ai seguaci del religioso radicale sciita Moqtada al-Sadr, che era all'epoca presumibilmente impegnato in una lotta di potere con la fazione di al-Hakīm.
Durante l'aprile-maggio 2004, combattimenti si verificarono a Najaf fra le forze corazzate statunitensi e l'Esercito del Mahdī di al-Sadr, che lanciò un attacco a sorpresa coordinato attraverso l'Iraq centrale e meridionale nell'apparente tentativo di assumere il controllo del Paese prima del 30 giugno 2004 in cui un nuovo governo iracheno sarebbe stato insediato. La situazione si mostrò grave per la comunità sciita d'Iraq e d'Iran, visto che combattimenti ebbero luogo all'interno delle corti della moschea di Kufa e del santuario di ʿAlī. Alcune moschee soffrirono danni superficiali in questi frangenti, la maggioranza dei quali procurati dai combattenti dell'Esercito del Mahdī che maneggiarono malamente gli esplosivi ammassati nella moschea di Kufa e da un colpo di mortaio proveniente dalle file dei rivoltosi che impattò sulla facciata settentrionale della moschea di ʿAlī. Colpi d'arma da fuoco fra l'Esercito del Mahdī e le Brigate Badr ebbero luogo a maggio a seguito della cresciuta tensione causata dall'occupazione dell'Esercito del Mahdī del santuario di ʿAlī, del saccheggio delle moschee sottomesse al loro controllo e alle carceri illegali e alle corti sciaraitiche istituite da al-Ṣadr. Il cimitero di Najaf, il più vasto cimitero del mondo, divenne un campo da battaglia nel maggio 2004 quando carri armati M1A1 si scontrarono con elementi dell'Esercito del Mahdī nei dintorni del cimitero. L'Esercito del Mahdī posizionò numerosi gruppi e armati di granate RPG nel cimitero, che restarono al coperto di tombe di ampia dimensione per sfuggire all'avvistamento degli elicotteri USA e di velivoli telecomandati UAV.
Nell'agosto 2004, combattimenti si verificarono ancora fra truppe statunitensi e l'Esercito del Mahdī di al-Sadr. La battaglia che si concentrò prevalentemente attorno al Cimitero Wādī al-Salām e alla parte sud-occidentale della città, finì dopo tre settimane quando l'anziano religioso, l'Ayatollah ʿAlī al-Sīstānī negoziò la fine degli scontri. Migliaia di guerriglieri dell'Esercito del Mahdī furono uccisi e considerevoli danni furono inflitti alla città vecchia e al cimitero. I principali santuari soffrirono ancora una volta solo danno superficiali.